# Томпсон, Келли
Келли Томпсон (англ. Kelly Thompson) — американская писательница комиксов.

## Биография
Томпсон окончила Колледж искусств и дизайна Саванны. Она начала свою карьеру в индустрии комиксов в качестве штатного автора на сайте Comic Book Resources, на котором проработала с 2009 по 2015 год, составляя рецензии и ведя свою колонку под названием «She Has No Head!», посвящённую женщинам в комиксах. В 2012 году Келли запустила кампанию на Kickstarter для своего первого романа под названием «The Girl Who Would Be King». Она собрала 26 478 долларов, что составляет 330% от первоначальной цели. По сюжету, две девушки с суперспособностями, одна из которых использует их во благо, а другая — во зло, скоро столкнутся. В 2014 году роман был выбран для экранизации компанией Logan Pictures.
В январе 2018 года Томпсон заключила эксклюзивный контракт с Marvel Comics.

## Награды
| Год  | Награда        | Категория              | Работа                                                                                               | Результат | Пр.         |
| ---- | -------------- | ---------------------- | --- | --------- | ----------- |
| 2018 | Премия Айснера | Best Continuing Series | Hawkeye                                                                                              | Номинация | [ 8 ] [ 9 ] |
| 2019 | Премия Айснера | Best Writer            | Nancy Drew, Hawkeye, Jessica Jones, Mr. & Mrs. X, Rogue & Gambit, Uncanny X-Men, West Coast Avengers | Номинация | [ 10 ]      |
| 2021 | Премия Айснера | Best New Series        | Black Widow                                                                                          | Победа    | [ 11 ]      |